# 고정점
수학에서 고정점(固定點, 영어: fixed point) 또는 부동점(不動點, 영어: invariant point)은 함수나 변환 따위에서 옮겨지지 않는 점이다. 실수 위의 함수의 고정점은 그래프와 직선 {\displaystyle y=x}의 교점에 대응한다. 예를 들어, 함수 {\displaystyle f(x)=x^{2}-3x+4}의 한 고정점은 2이며, 이는 {\displaystyle f(2)=2}이기 때문이다. 반면 함수 {\displaystyle g(x)=x+1}는 고정점을 가지지 않는데, 이는 그 그래프가 직선 {\displaystyle y=x}의 평행선이기 때문이다. 사영기하학에서, 사영 변환의 고정점을 이중점(二重點, double point)이라고 한다. 갈루아 이론에서, 체 자기 동형 사상의 고정점이 이루는 체를 그 체 자기 동형 사상의 고정체(固定體, 영어: fixed field)라고 한다.

## 정의
함수 {\displaystyle f\colon X\to X}의 고정점은 {\displaystyle f(x)=x}를 만족시키는 {\displaystyle x\in X}이다.
고정점은 주기점의 특수한 경우이다. 또한, 고정점은 끌개의 특수한 경우이다.
위상 공간 {\displaystyle X}가 다음 조건을 만족시키면, 고정점 성질(固定點性質, 영어: fixed-point property, 약자 FPP)라고 한다.
- 임의의 연속 함수 {\displaystyle f\colon X\to X}는 고정점을 갖는다.

함수 {\displaystyle f\colon X\to X}의 유인 고정점(誘引不動點, attractive fixed point)은 다음 조건을 만족시키는 근방 {\displaystyle X\supseteq U\ni x}를 갖는 고정점 {\displaystyle x\in X}이다.
- 임의의 {\displaystyle y\in U}에 대하여, 점렬 {\displaystyle (y,f(y),f(f(y)),\dots )}는 {\displaystyle x}로 수렴한다.

유인 고정점의 근삿값은 그 주위의 점을 초기값으로 한 함수 반복 점렬에 의한 점근을 통해 구할 수 있다. 이를 통해 방정시 {\displaystyle f(x)=x}의 근사해를 구하는 방법을 고정점 반복법(固定點反復法, 영어: fixed-point iteration)이라고 한다.
랴푸노프 안정성을 만족시키는 고정점을 안정 고정점(安定不動點, stable fixed point)이라고 한다. 랴푸노프 안정성을 만족시키는 비(非) 유인 고정점을 중립 안정 고정점(中立安定不動點, neutrally stable fixed point)이라고 한다.

### 전고정점과 후고정점
부분 순서 집합 {\displaystyle (X,\leq )} 위의 함수 {\displaystyle f\colon X\to X}가 만약
- {\displaystyle f(x)\geq x}를 만족시키면, {\displaystyle x}를 {\displaystyle f}의 전고정점(영어: prefixpoint)이라고 한다.
- {\displaystyle f(x)\leq x}를 만족시키면, {\displaystyle x}를 {\displaystyle f}의 후고정점(영어: postfixpoint)이라고 한다.

## 성질
고정점 성질은 위상 불변 성질이다. 즉, 임의의 위상동형사상에 의하여 보존된다. 또한, 고정점 성질은 임의의 변형 수축에 대하여 보존된다.
고정점이 존재할 충분 조건을 제시하는 정리를 고정점 정리(固定點定理, 영어: fixed-point theorem)라고 한다. 중요한 고정점 정리는 다음과 같다.
- 바나흐 고정점 정리
- 브라우어르 고정점 정리
- 렙셰츠 고정점 정리

만약 {\displaystyle f\colon I\to I}가 구간 {\displaystyle I\subseteq \mathbb {R} } 위의 연속 미분 가능 함수이며, 그 고정점 {\displaystyle x\in I}가 {\displaystyle |f'(x)|<1}을 만족시킨다면, {\displaystyle x}는 {\displaystyle f}의 유인 고정점이다. 실제 유인 고정점에 대한 반복법에서, {\displaystyle |x_{n+1}-x_{n}|}이 원하는 오차보다 작아질 때 고정점 반복을 몇 번째 계산에서 멈추는지 결정할 수 있다.
고정점은 유인 고정점이 아닐 수 있다. 예를 들어, 함수 {\displaystyle f\colon \mathbb {R} \to \mathbb {R} }, {\displaystyle x\mapsto 2x}는 유일한 고정점 0을 가지지만, 임의의 {\displaystyle x\neq 0}에 대하여, 수열 {\displaystyle x,2x,4x,8x,\dots }는 발산한다.
크나스터-타르스키 정리에 의하면, 완비 격자 위의 단조 함수는 최소 고정점을 가지며, 이는 최소 전고정점과 일치한다. (마찬가지로 최대 고정점을 가지며, 최대 후고정점과 일치한다.

## 예

코사인에 대한 고정점반복 (시작점 x_{0} = −1). 사실 임의의 실수 x를 계산기에 입력한 뒤 cos 키를 누르기를 반복하면, 결과값은 약 0.739085133으로 수렴하는데, 이 값이 바로 cos 함수의 유인 고정점이다.

삼각 함수 {\displaystyle \cos \colon \mathbb {R} \to \mathbb {R} }는 바나흐 고정점 정리에 따라 유일한 고정점을 가지며, 이는 유인 고정점이다. 또한, 임의의 실수 {\displaystyle x_{0}}에 대하여, 함수 반복 점렬
{\displaystyle x_{n+1}=\cos x_{n}}
은 고정점으로 수렴한다.
2계 제차 선형 미분 방정식의 중심은 중립 안정 고정점의 예다.

## 응용
많은 분야에서 평형, 또는 안정성은 고정점으로 설명할 수 있는 핵심 개념이다. 예를 들어 경제학에서 내시 균형은 게임의 최적 반응 함수의 고정점이다. 물리학의 상전이 이론에서, 불안정 고정점 부근에서의 선형화는 윌슨의 노벨 물리학상 '수상작'인 재규격화군으로 이어졌다.
컴파일러에서, 고정점 계산은 프로그램 분석에 사용된다. 그 예로 데이터 흐름 분석이 있다.
웹페이지의 페이지랭크 벡터는 월드 와이드 웹의 링크 구조에서 얻어지는 선형변환의 고정점이다.
논리학자 솔 크립키는 그의 영향력 있는 진리 이론에 고정점을 활용하였다.
고정점의 개념을 함수의 수렴성의 정의에 사용할 수 있다.
전고정점과 후고정점은 이론 전산학에서 응용된다.

## 역사
1932년, 카롤 보르수크는 콤팩트성과 축약 가능성이 고정점 성질의 필요충분조건이냐는 질문을 내놓았다. 이는 20년 후 신이치 키노시타가 고정점 성질을 만족시키지 않는 콤팩트 축약 가능 공간을 발견해 거짓임이 증명되었다.

## 같이 보기
- 고유 벡터
- 평형점
- 임계점 (수학)
- 뫼비우스 변환
- 불변량
- 멱등 법칙
- 닐슨 이론
- 시에르핀스키 삼각형
- 코에닉스 함수
- 점화식